# Fritz von Uhde
Friedrich Hermann Carl Uhde (n. 22 mai 1848, Wolkenburg, Saxonia - 25 februarie 1911, München) a fost un ofițer de cavalerie și pictor saxon care a excelat în pictura de gen și în cea religioasă. Stilul său s-a situat între realism și impresionism și a rămas cunoscut sub titulatura de „ultimul dintre impresioniștii germani”. El a fost unul dintre primii pictori care au introdus pictura de plein-air în Germania.

## Biografie
Fritz von Uhde s-a născut în data de 22 mai 1848 în Wolkenburg, Saxonia, într-o familie de funcționari publici din pătura mijlocie. Tatăl său a fost o persoană care era pasionat de artă și care se îndeletnicea în timpul liber cu pictura. Bunicul a îndeplinit funcția de director general al Muzeelor Regale din Dresda. Uhde a urmat cursurile gimnaziului din Wolkenburg și în anul 1866 a fost admis la Academia de Arte Frumoase din Dresda. În contradicție cu uzanțele acelor vremuri, în același an a renunțat la studiile de la academie pentru a se alătura armatei. A devenit mai apoi, profesor de echitație în cadrul armatei și a fost promovat în gradul de locotenent în anul 1868.
Anul 1876 i-a schimbat viața și cariera datorită întânirii sale cu pictorul Hans Makart la Viena. Astfel, Uhde a părăsit rândurile armatei pentru a urma o carieră în domeniul picturii. S-a mutat la München și a urmat cursurile Academiei de Arte Frumoase din localitate. În capitala Bavariei, Fritz von Uhde a venit în principal pentru a studia operele maeștrilor olandezi printre care avea o admirație specială pentru de Rembrandt. 
Deoarece nu a reușit să fie admis pentru a studia în atelierele lui Karl von Piloty, Wilhelm von Lindenschmit der Jüngere sau Wilhelm von Diez, Uhde a plecat la Paris în anul 1879, unde a aprofundat pictura olandeză sub supravegherea lui Mihály Munkácsy. Aici e realizat Uhde lucrarea intitulată Cântărețul care a fost expusă la Salonul Oficial de la Paris în anul 1880, unde a obținut medalia de onoare.
Călătoria pe care o face în anul 1882 în Olanda, a dus la o schimbare a stilului pe care-l practica - a abandonat clarobscurul studiat la München în favoarea unei cromatici inspirată din registrul impresioniștilor francezi. El a fost încurajat pe această cale de către Max Liebermann. Uhde a pictat plein-air - ul Copii pescarilor din Zandvoort în anul 1882.

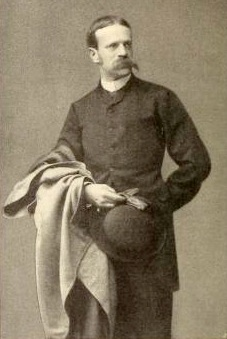
Fritz von Uhde - ?
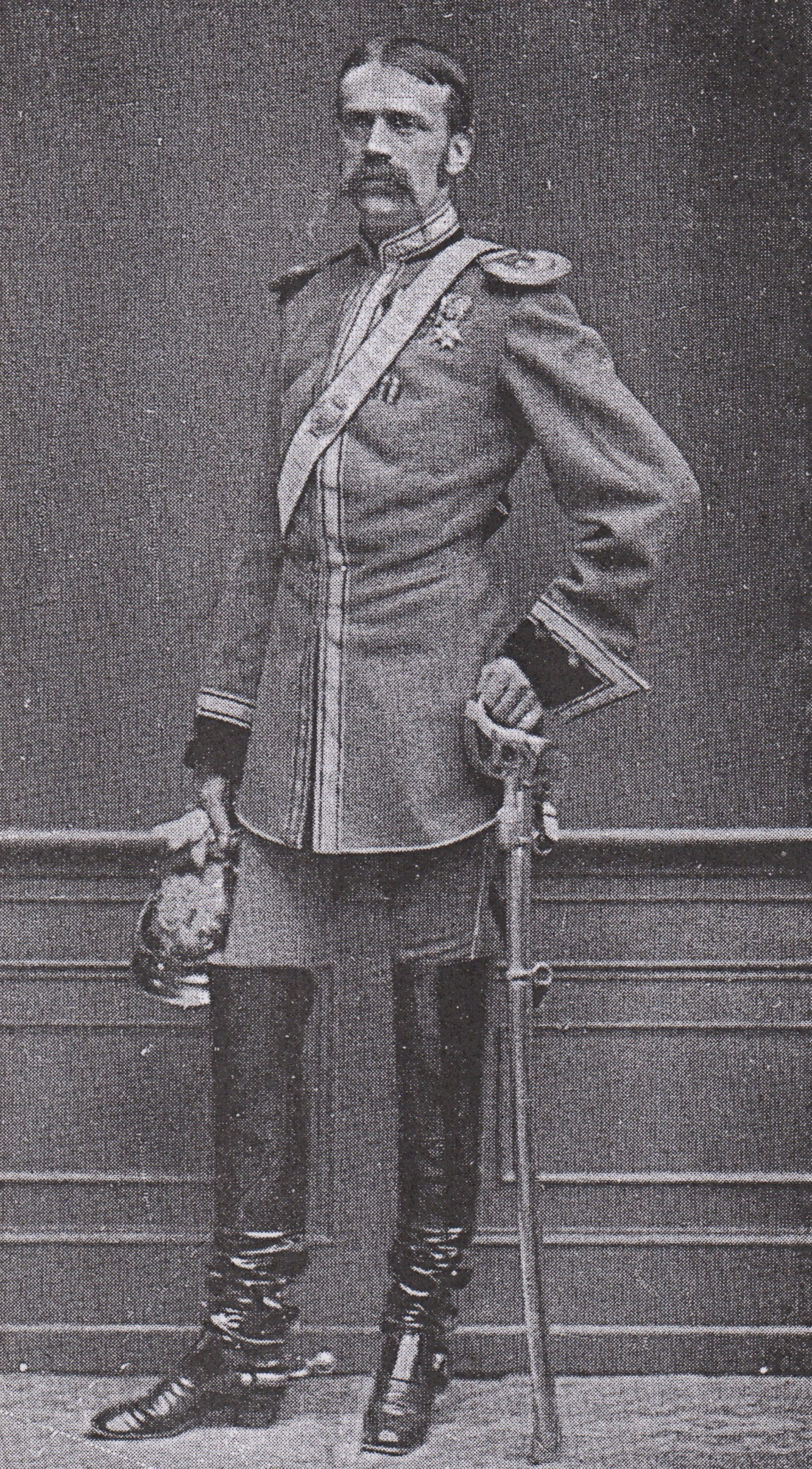
- 1877
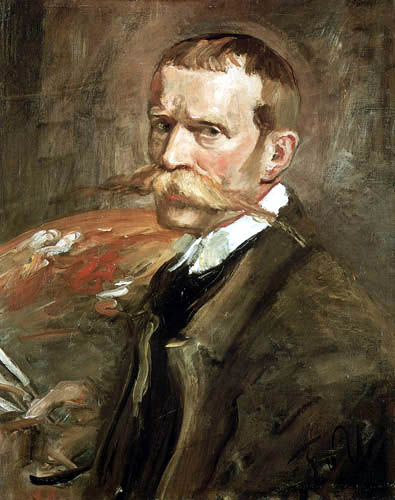
Autoportret - 1898
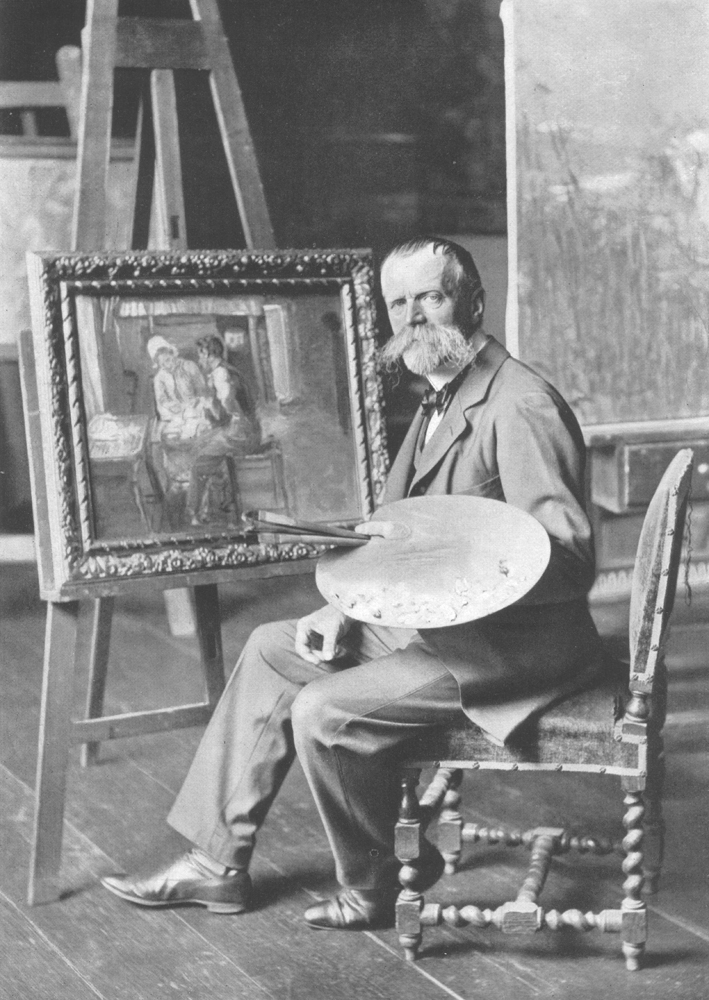
- 1902
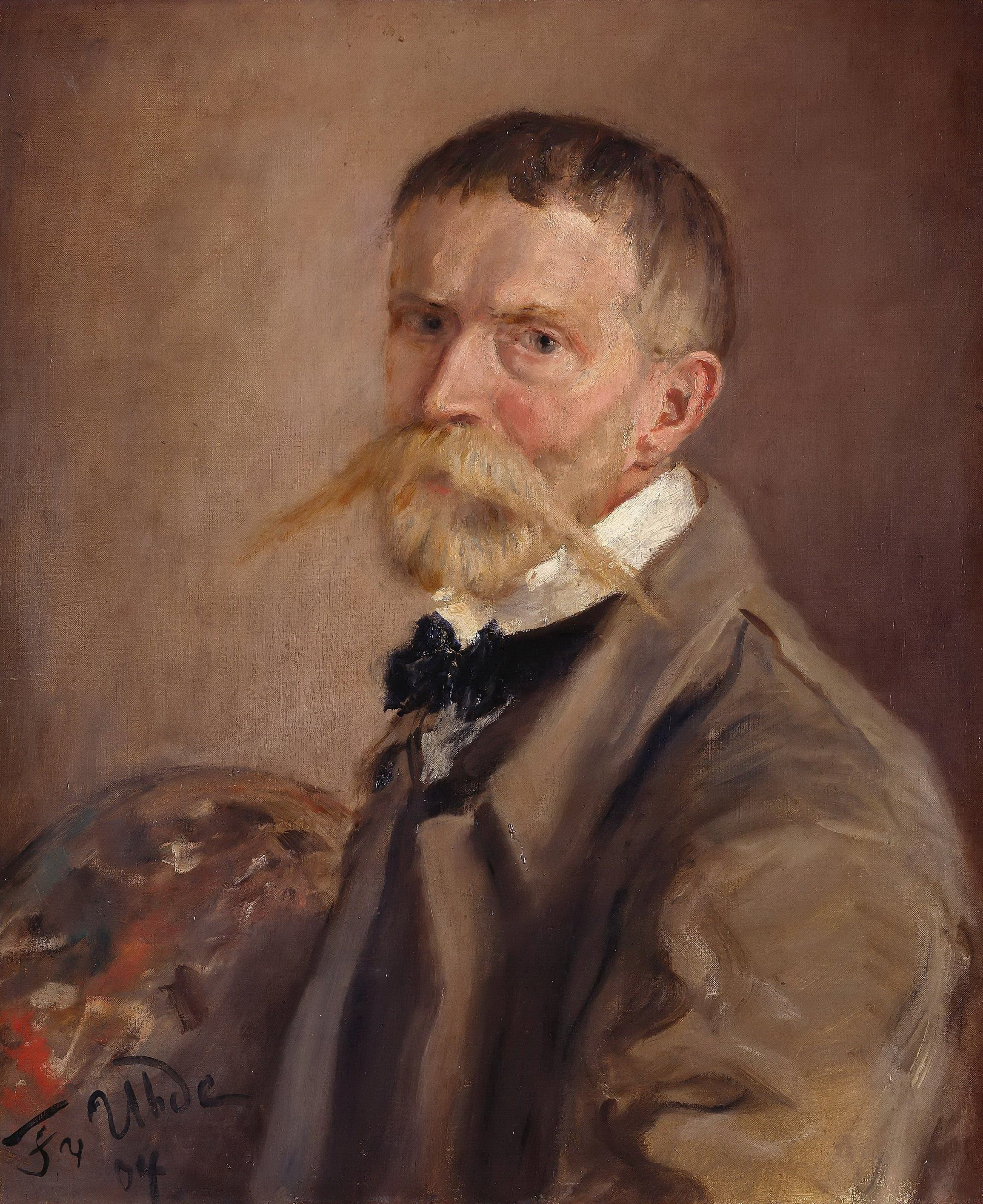
Autoportret - 1904
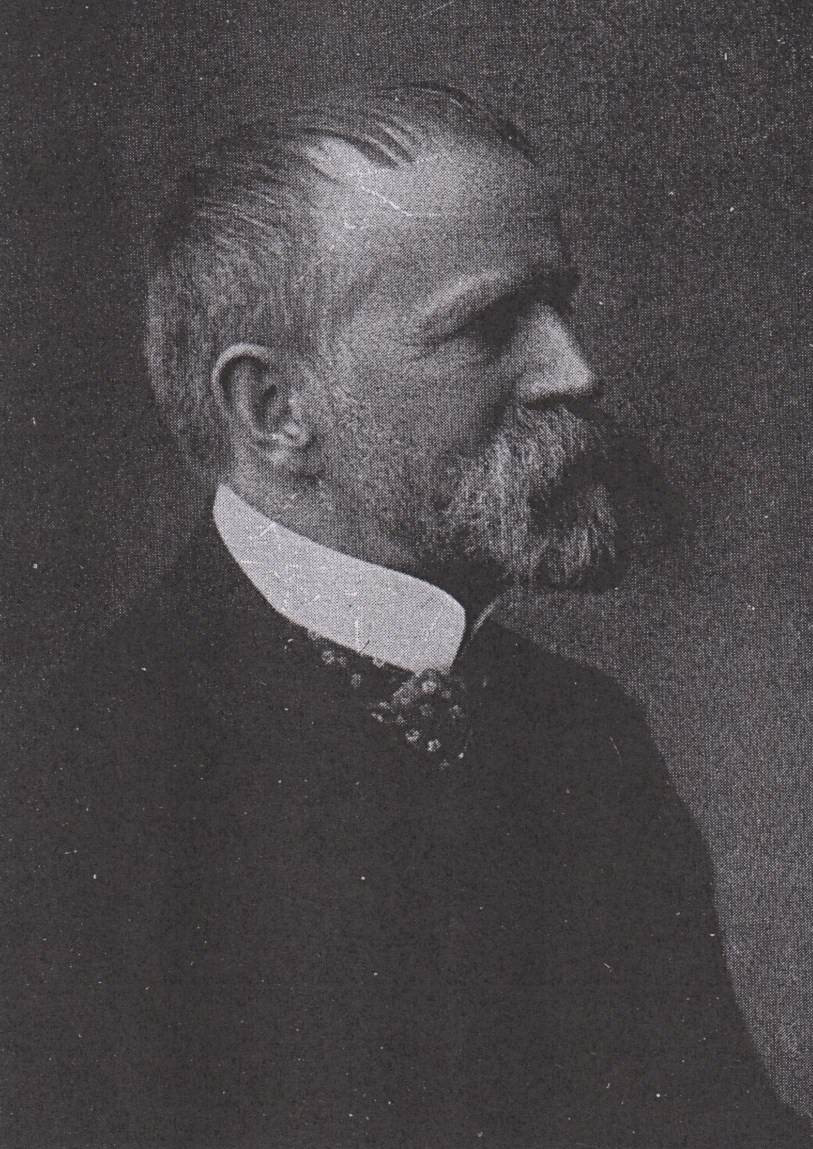
- 1907

În anul 1890, Fritz von Uhde a devenit profesor al Academiei de Arte Frumoase din München. Împreună cu Max Slevogt, Ludwig Dill și Lovis Corint a înființat Societatea Artiștilor Plastici (în germană Verein Bildender Kiinstler) cunoscută și ca Secesiunea müncheneză. Mai târziu, von Uhde s-a alăturat Secesiunii berlineze.
Uhde a fost ales membru de onoare al academiilor din München, Berlin și Dresda. El a fost primul președinte al Secesiunii müncheneze avansând pe stilul naturalismului, ajungând în final să-și dezvolte propriul stil neacademic. Fritz von Uhde a provocat o schimbare radicală în pictura germană, având numeroși susținători din generația tânără. Un exemplu este Adolf Holzel care a fost influențat de Uhde în perioada sa de început.
După anul 1900, Fritz von Uhde s-a implicat mult mai puțin în lumea artei, dar a continuat să picteze până în ultimele sale clipe. În această ultimă perioadă de creație, von Uhde a creat picturile cele mai vii ale carierei sale artistice, el fiind considerat unul dintre cei mai importanți artiști ai secolului al XX-lea. A murit la München în anul 1911.

## Opera

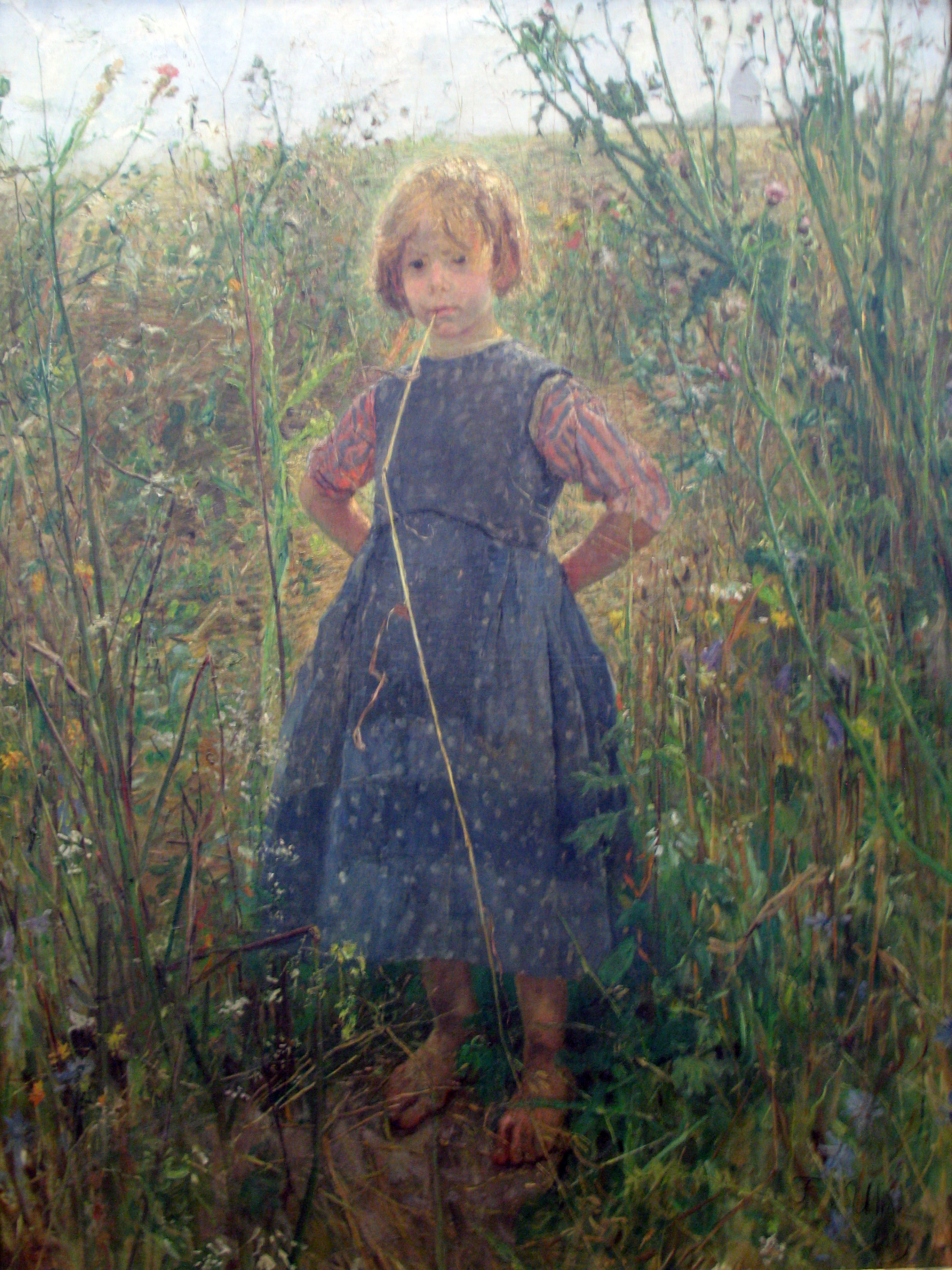
Mica prințesă - 1889

Lucrările de început ale lui Fritz von Uhde au fost în principal din domeniul peisagisticii și al compozițiilor cu tematică militară. În perioada de maturitate tablourile sale au fost aproape exclusiv axate pe pictura de gen și cea a compozițiilor cu tematică religioasă. Alegerea acestei tematici din urmă, a fost influențată de faptul că tatăl său a fost președintele Bisericii luterane din Wolkenburg, Uhde a preluat astfel principiile creștine ale părintelui său.
Cu toate că realismul social prezent în operele lui von Uhde a fost deseori criticat ca fiind vulgar sau ca un stil de reprezentare al urâtului, acest realism a întrunit o mulțime de admiratori ai creațiilor sale. Activitatea lui Uhde a fost cunoscută și de admiratorii de artă din Franța, existând în acest sens o corespondență pe care Uhde a întreținut-o cu Vincent van Gogh. O caracterizare sugestivă a făcut-o criticul de artă Otto Julius Bierbaum care a spus: ... ca pictor al copiilor... Uhde se remarcă cu distincție. El nu-i înfățișează... ca pe niște păpuși amuzante sau fermecătoare, ci doar cu o naturalețe remarcabilă. Uhde a relansat reprezentarea episoadelor biblice prin tratarea lor într-un stil realist, aducându-le astfel la o viziune modernă a acelor vremuri. Activitatea lui Uhde a fost apreciată de critica de artă care i-a lăudat mesajul simbolic transmis, precum și moralitatea evanghelică afișată.
În tablourile pe care artistul le-a făcut, el a înfățișat viața cotidiană a țăranilor, a pescarilor, a tinerilor, a copiilor și a femeilor tinere și a bătrânilor. Personajele sale au fost încadrate în spații de interior, în natură, în spații urbane, toate având reprezentate elementele de detaliu în mod realist. Ca personaj principal, l-a pictat adesea pe Isus vizitând oamenii simpli din clasa muncitoare sau din familiile sărace de țărani. În mod similar pictorului Adolf Hölzel sau Ludwig Dill, el pictat scene din viața rurală, opera sa fiind caracterizată de un naturalism rustic.
Una din cele mai cunoscute picturi realizate de Fritz von Uhde este Vino, Doamne Isuse, ești invitatul nostru (în germană - Komm, Herr Jesus, sei Unser Gast), aflată astăzi la Galeria Națională din Berlin. Compoziția îl înfățișează pe Isus în mijlocul familiei de țărani adunată pentru a lua masa în sufrageria (salon) locuinței lor. Pictura a fost aspru criticată de către unii catolici care au văzut-o ca o "desacralizare" a lui Isus, în timp ce R. A. Cram a scris că prin lucrarea "Isus printre oamenii de aici și acum", artistul a creat o artă dintre cele mai însemnate. Conform istoricului de artă Bettina Brand, opera lui Uhde a fost una dintre cele mai controversate, parțial din cauza ilustrării episoadelor din Evanghelii în contextul pauperizării sociale a acelor timpuri. În plus de asta, picturile cu tematică religioasă păreau să ilustreze tendința progresistă și etică a protestantismului împotriva clericanismului promovat de către Biserica catolică.

Pictura cu tematică religioasă - Fritz von Uhde
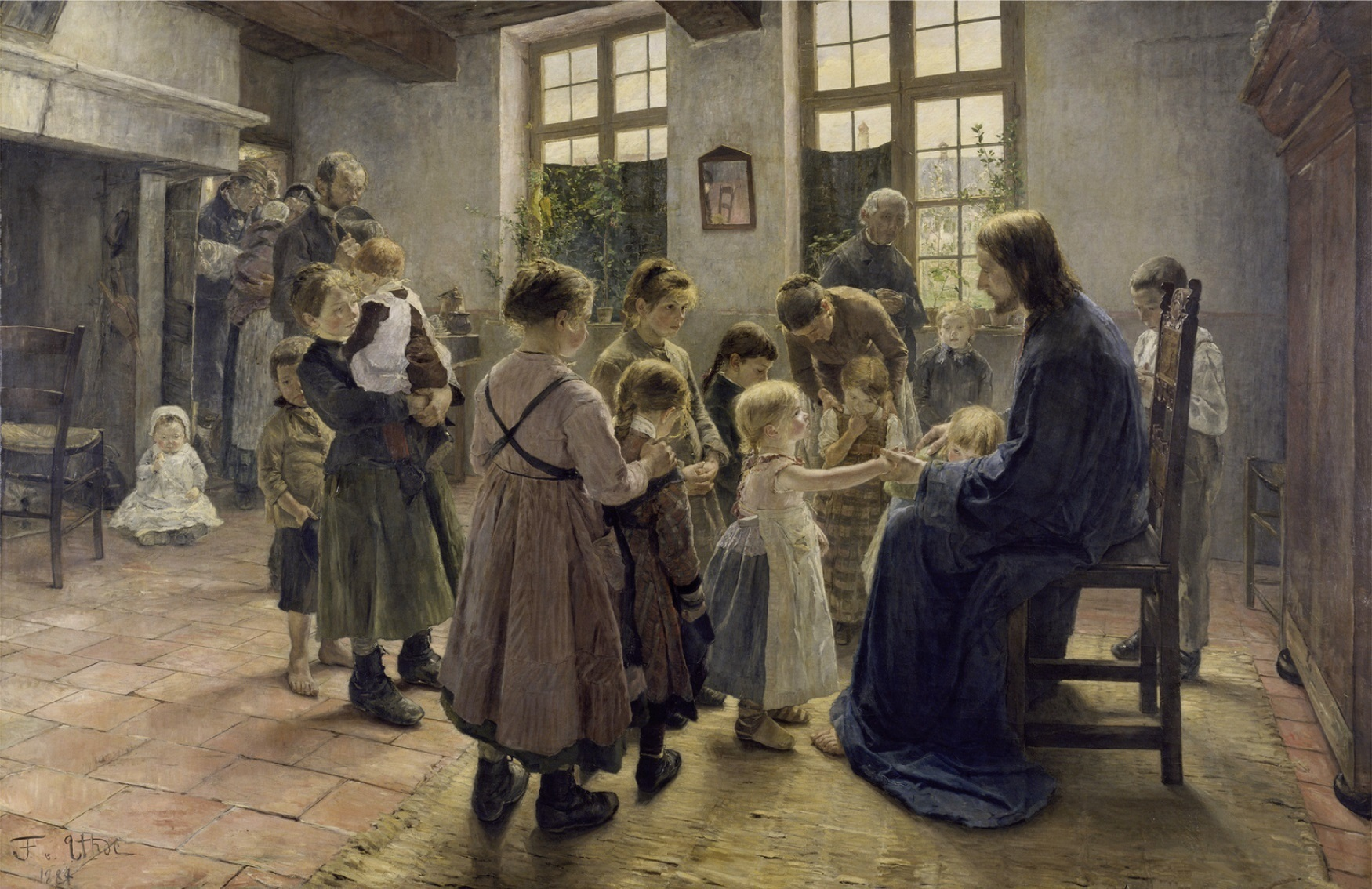
Lăsați copii să vină la mine (1883)
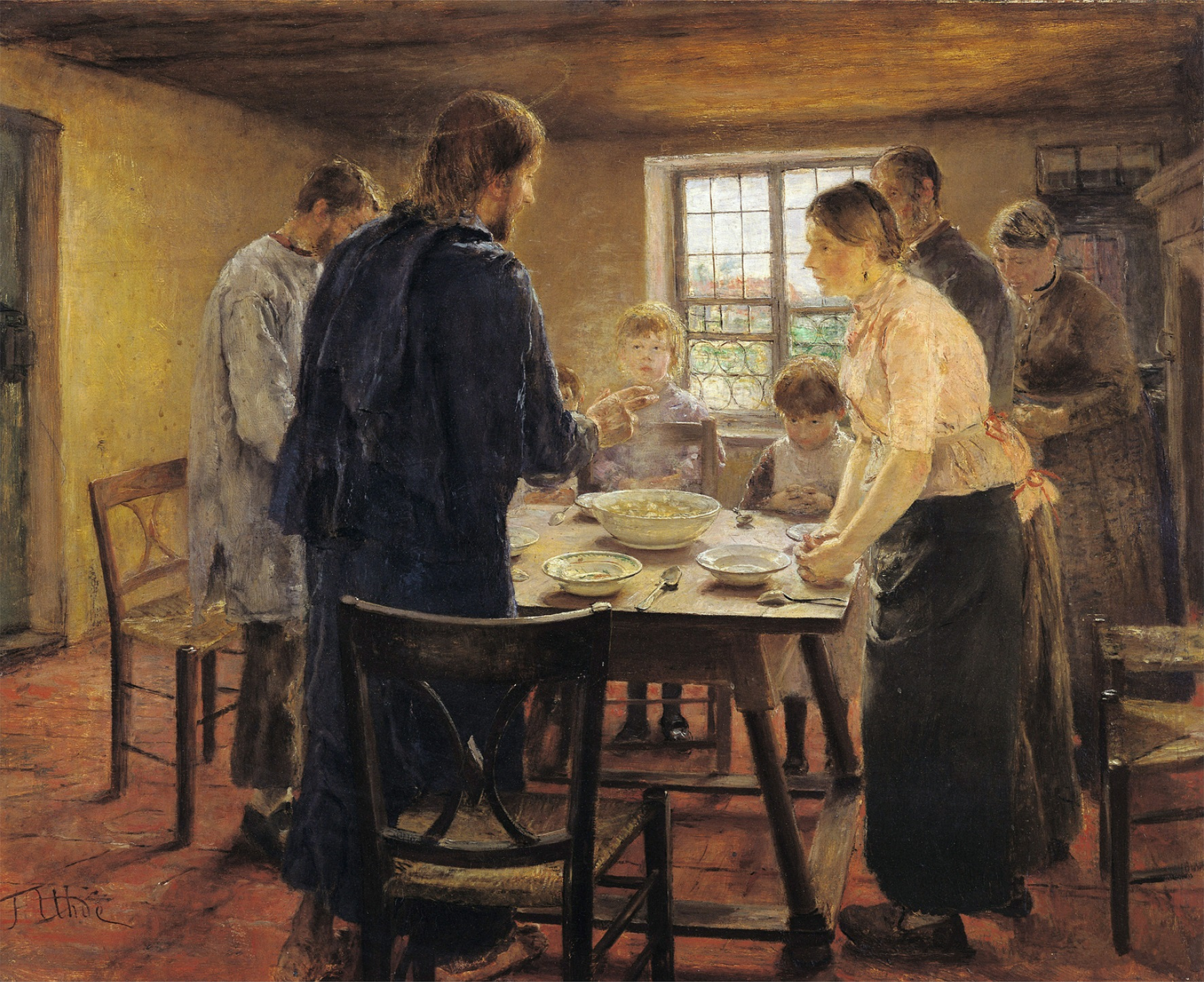
(ca. 1887–88)
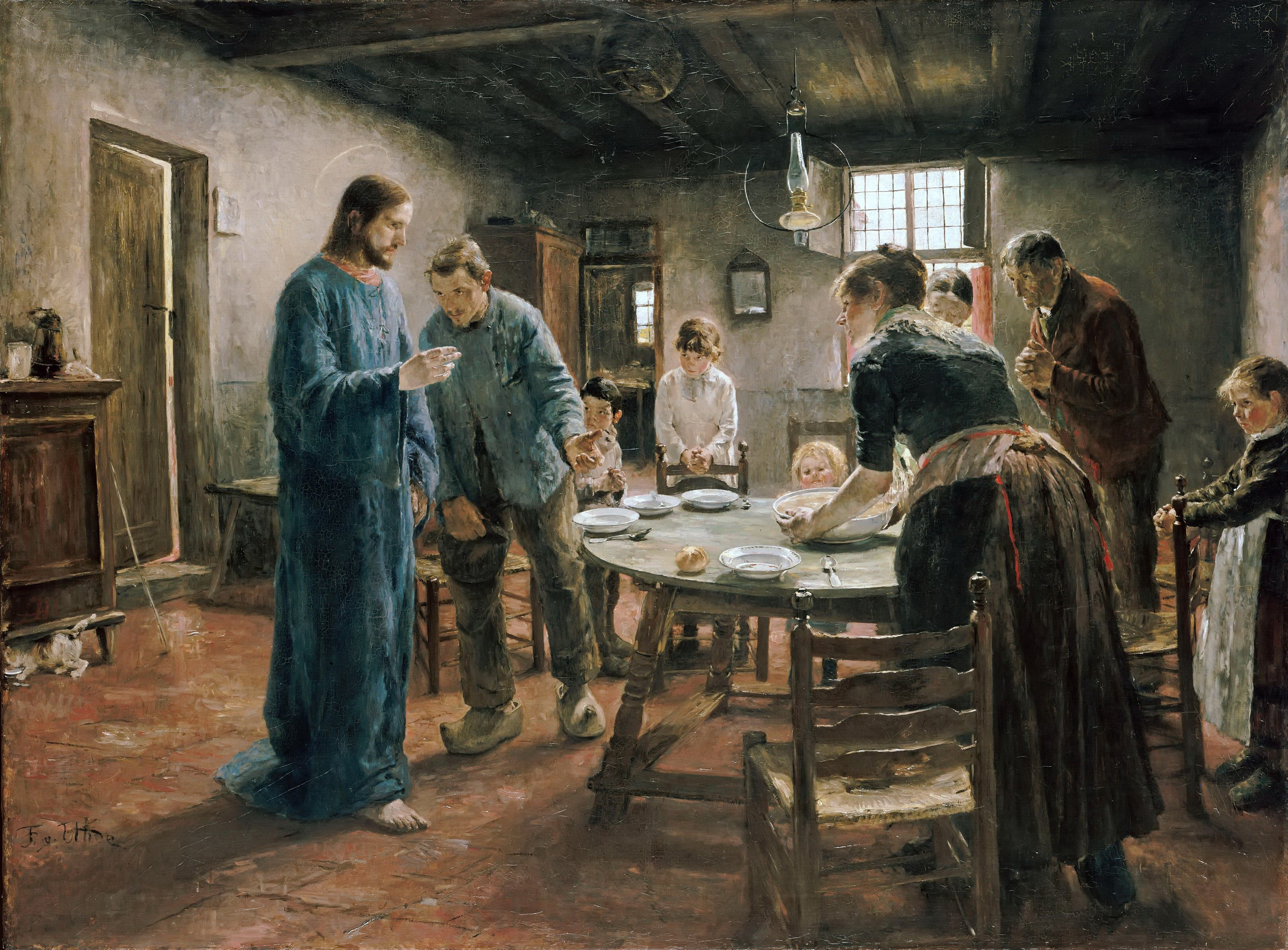
Rugăciunea sau Grace îninte de masă
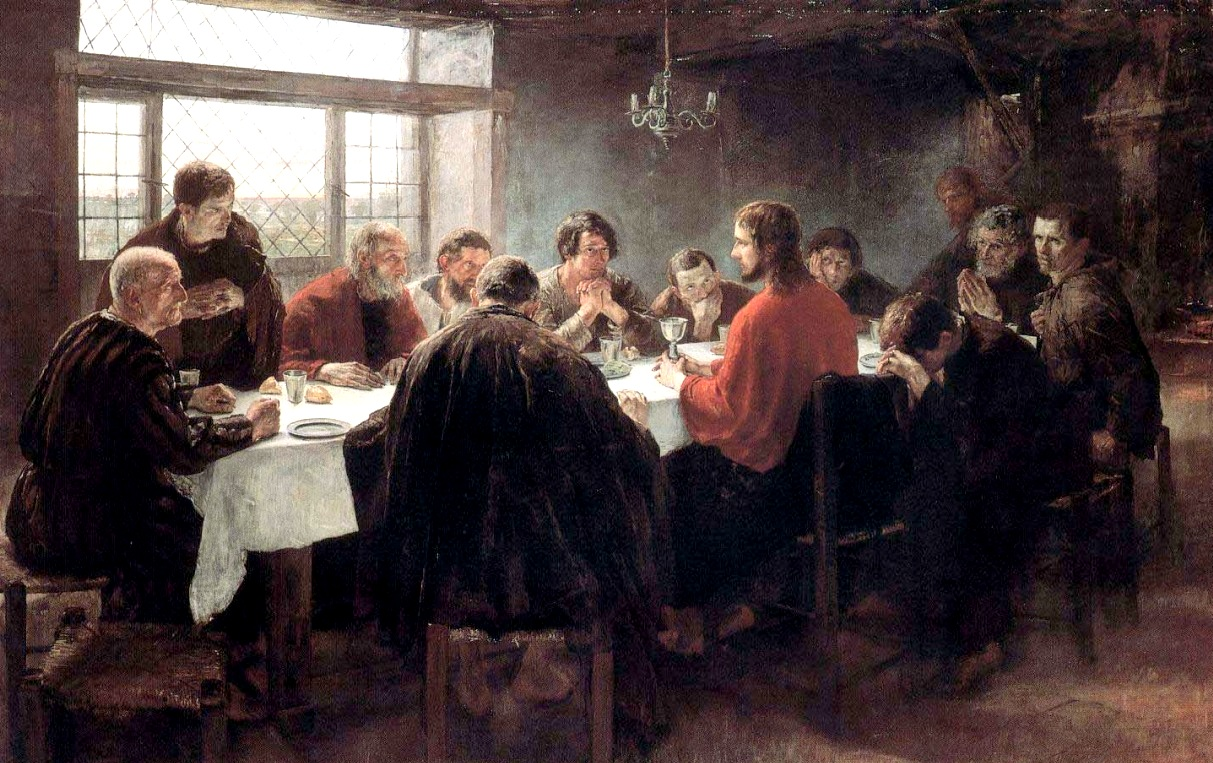
Cina cea de taină (1886)
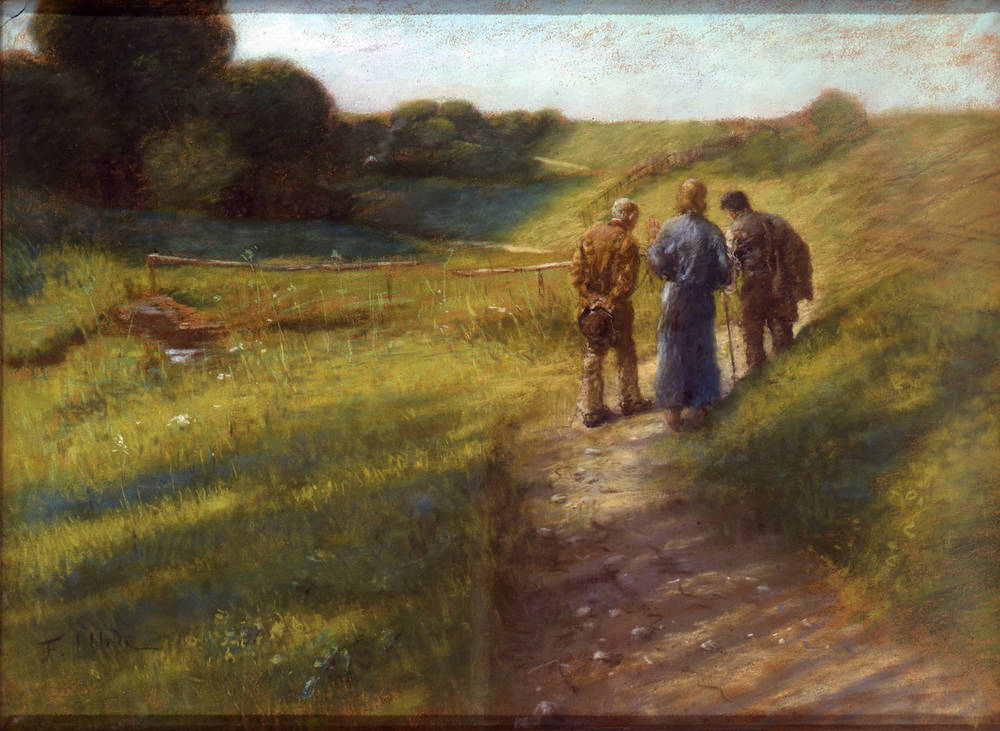
Drumul spre Emmaus (1891)

## Stilul
Fritz von Uhde a fost un naturalist neconvențional așa cum el însuși a declarat: „...Mulți dintre artiștii francezi au dorit să regăsească lumina în natură. Eu am vrut să găsesc lumina pe fața personajelor pe care le-am pictat. În figura lui Isus am înfățișat reprezentarea acesteia dinspre interior spre exterior”. Asemănător lui Dostoievski, concepția lui von Uhde despre frumusețe s-a întrupat în chipul lui Isus, motiv pentru care el însuși s-a considerat a fi ... primul dintre idealiștii naturalismului.
După moartea soției sale din anul 1886, von Uhde a fost foarte implicat în viața celor trei fiice ale sale. El le-a pictat în numeroase lucrări cum ar fi Surorile (1889) sau Sub umbrar (1896). Lucrările în care și-a pictat fiicele în timpul verii pe care a petrecut-o la Dachau și Starnberg din anul 1890, prezintă o interpretare impresionistă a luminii, caracteristică evidentă a perioadei sale de creație de după ultimul deceniu al secolului al XIX-lea.
În ultimii săi ani de viață, a făcut mai multe compoziții în care a zugrăvit o femeie cu aripi de îngeri și a reprodus unele scene biblice ca Judecata lui Avraam(1897), Cina cea de taină (1897), Înălțarea Domnului (1898), etc.

## Galerie de imagini

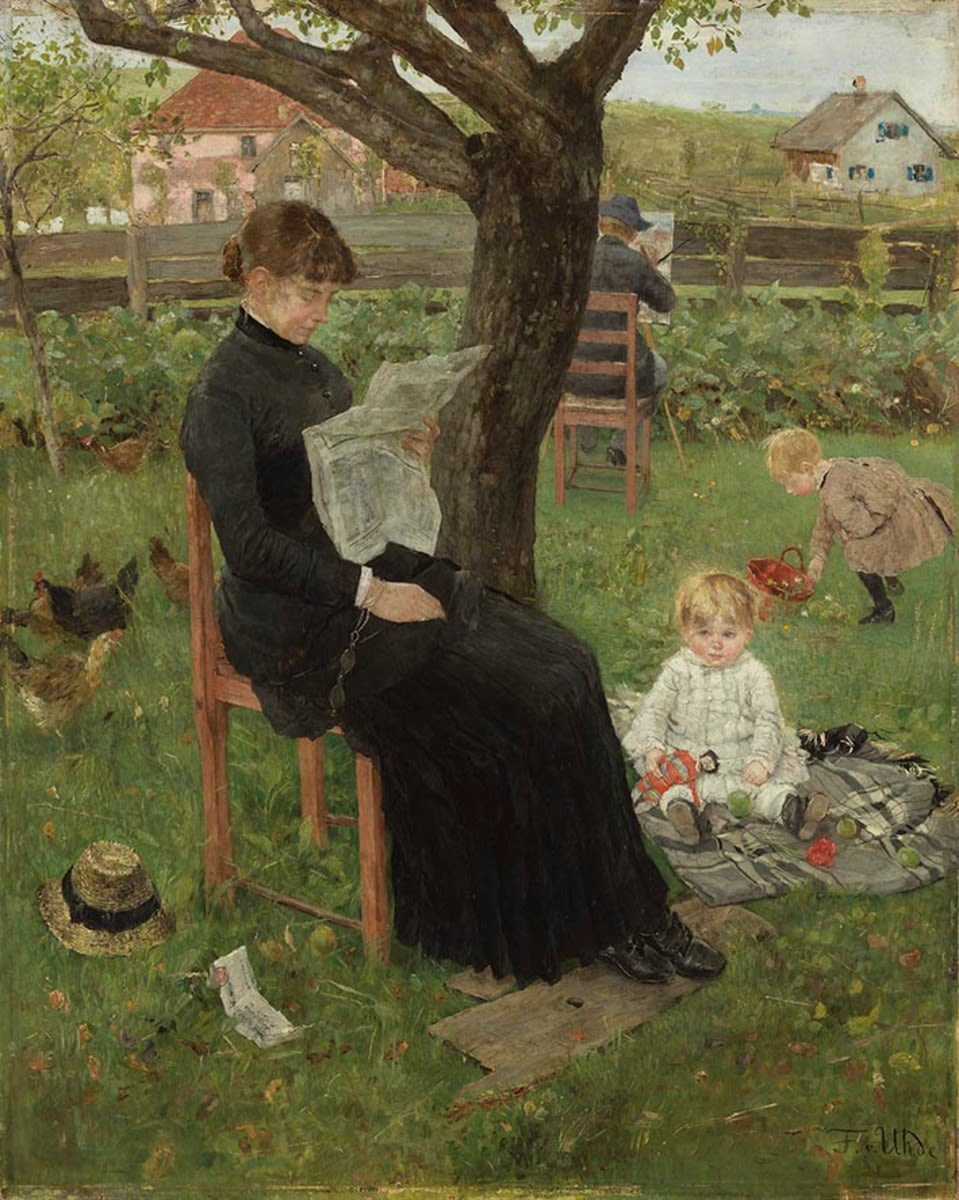
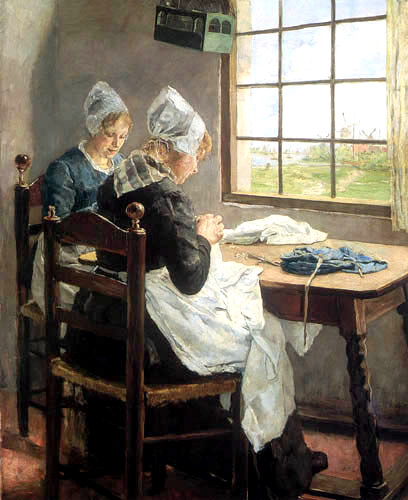
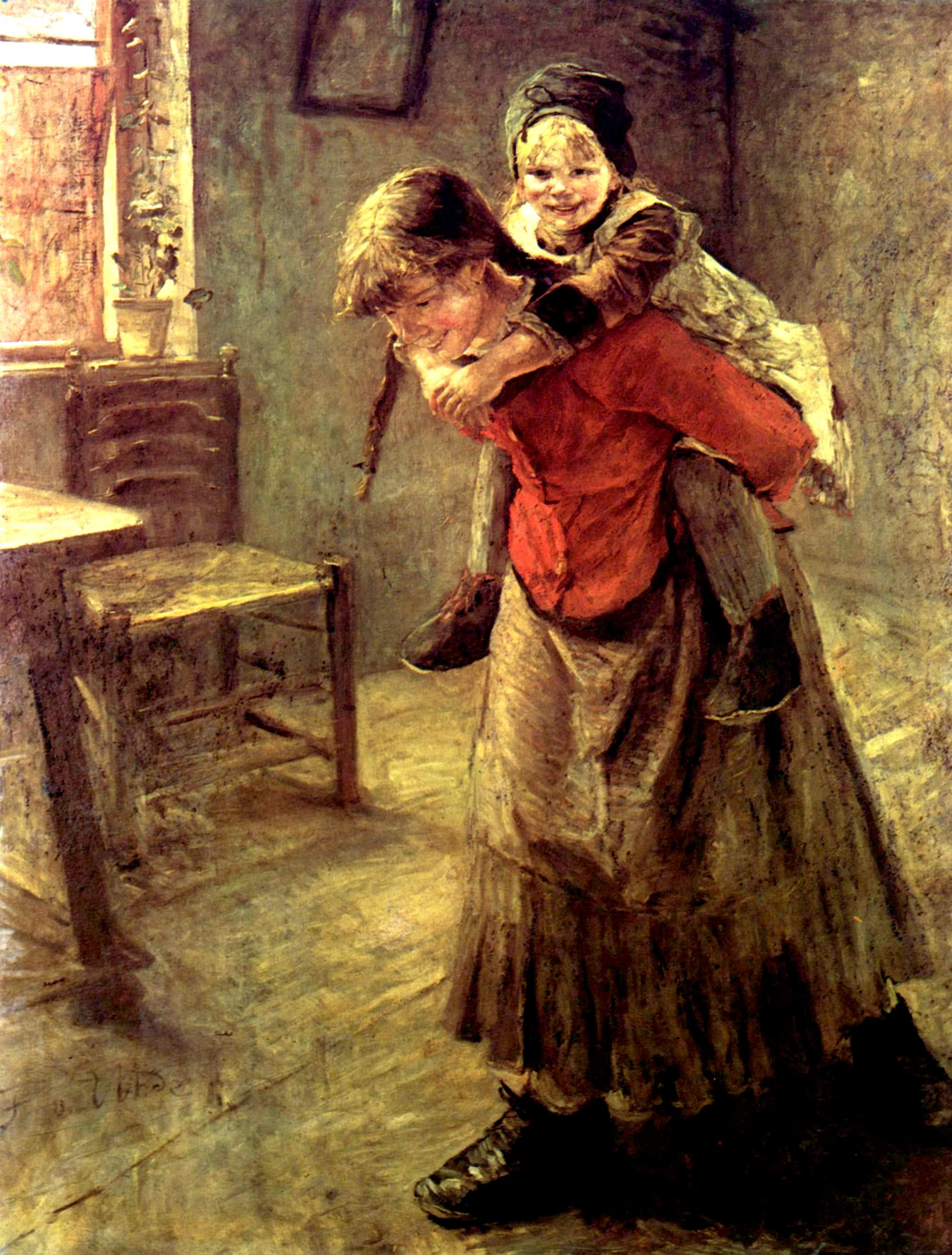
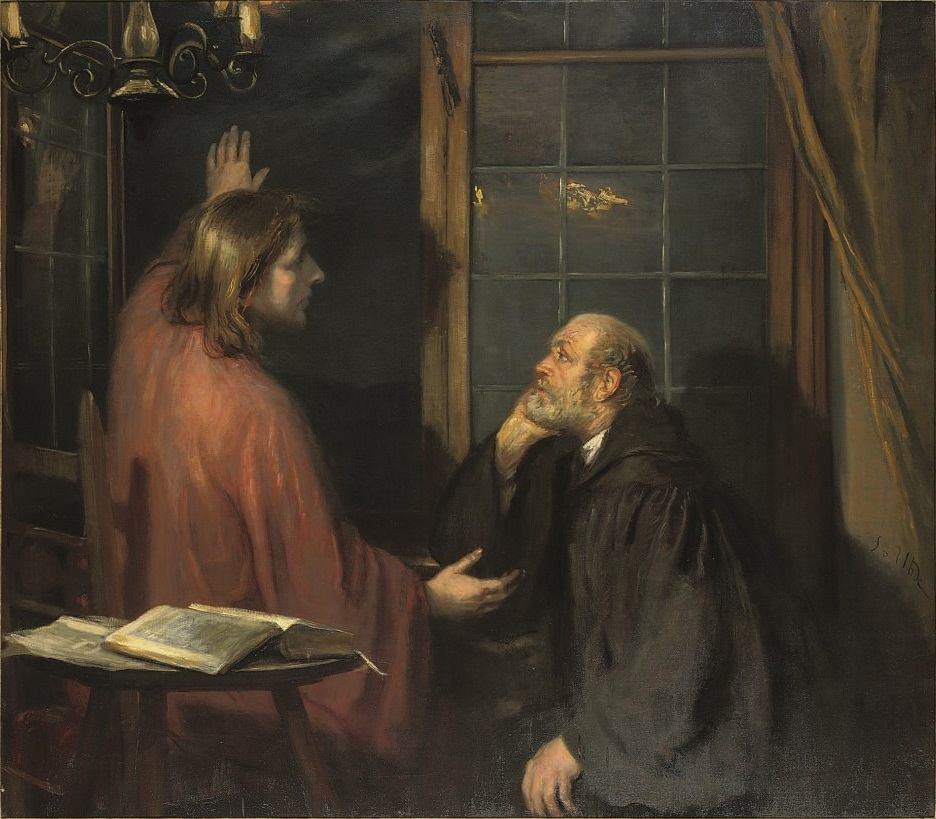
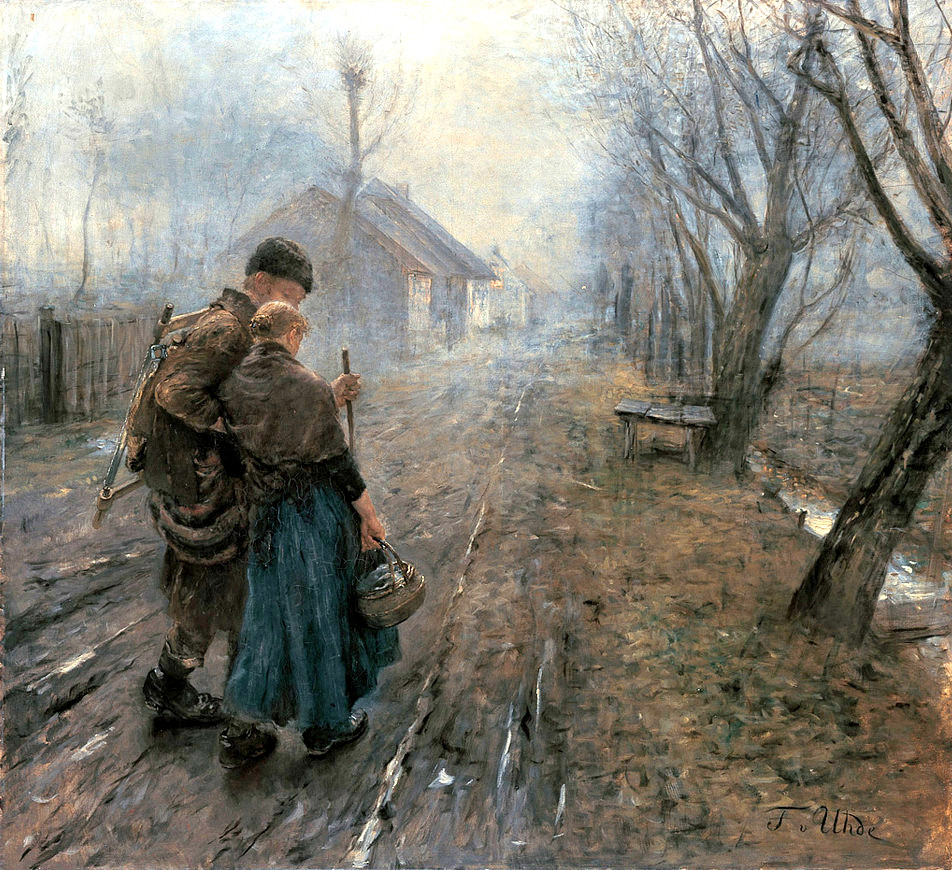
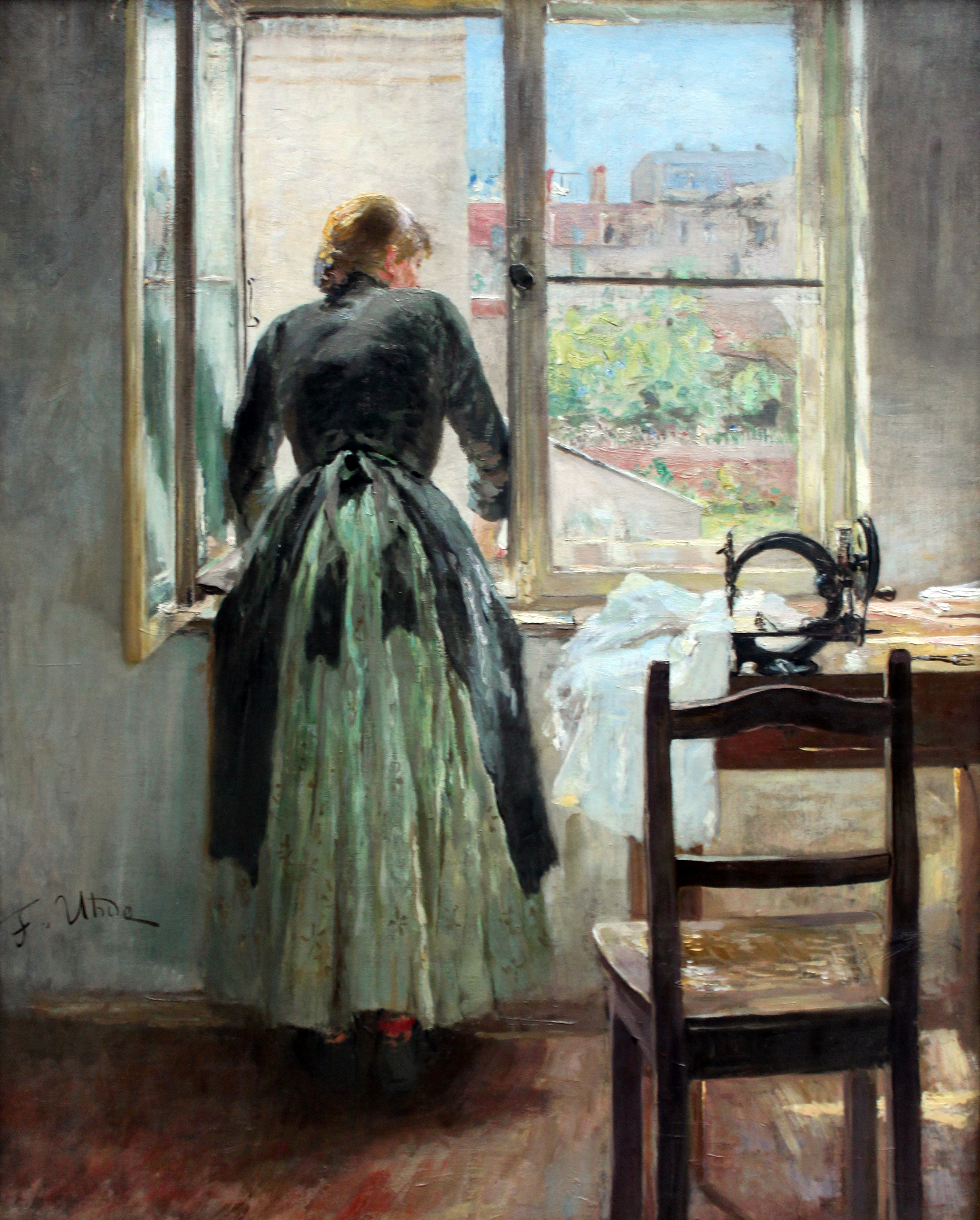
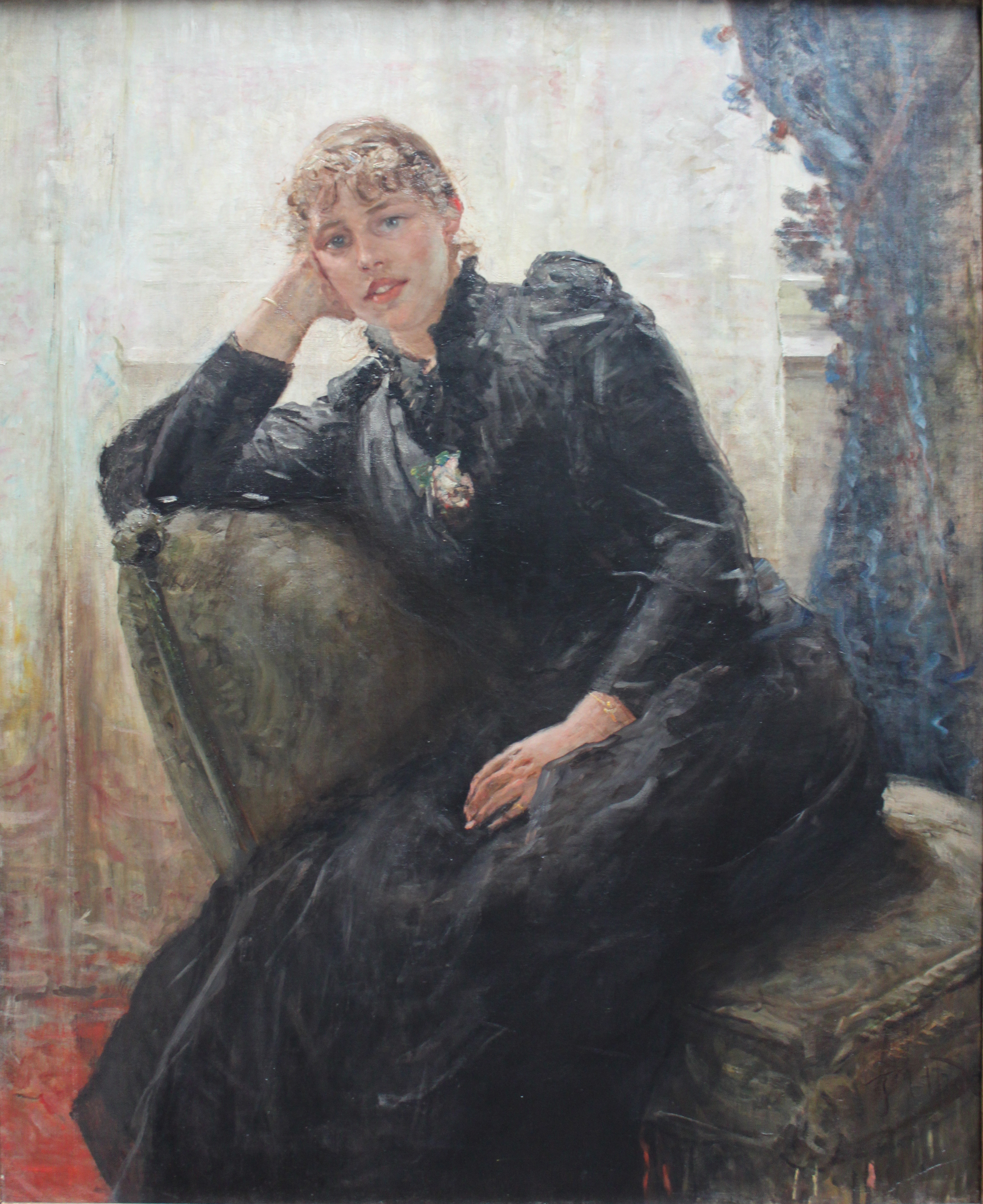
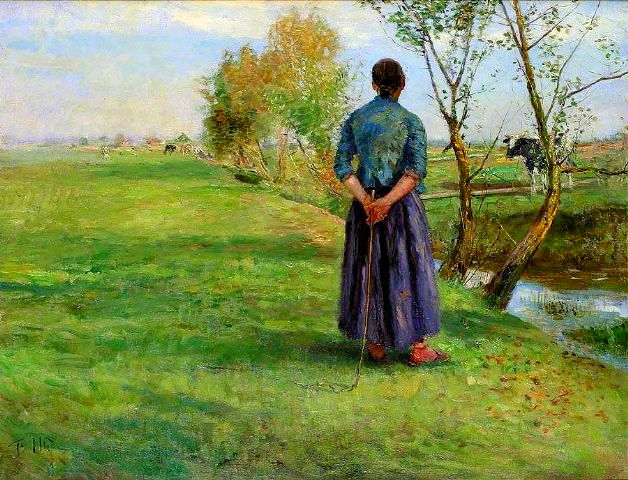
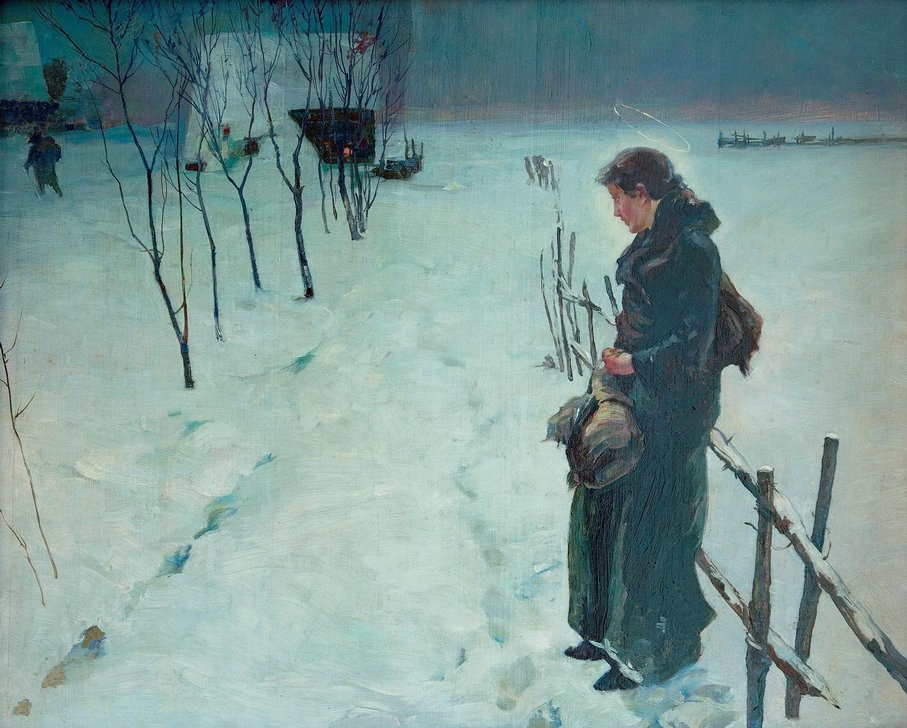
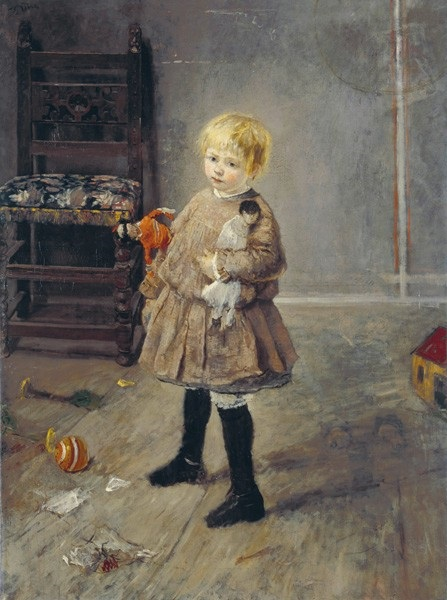
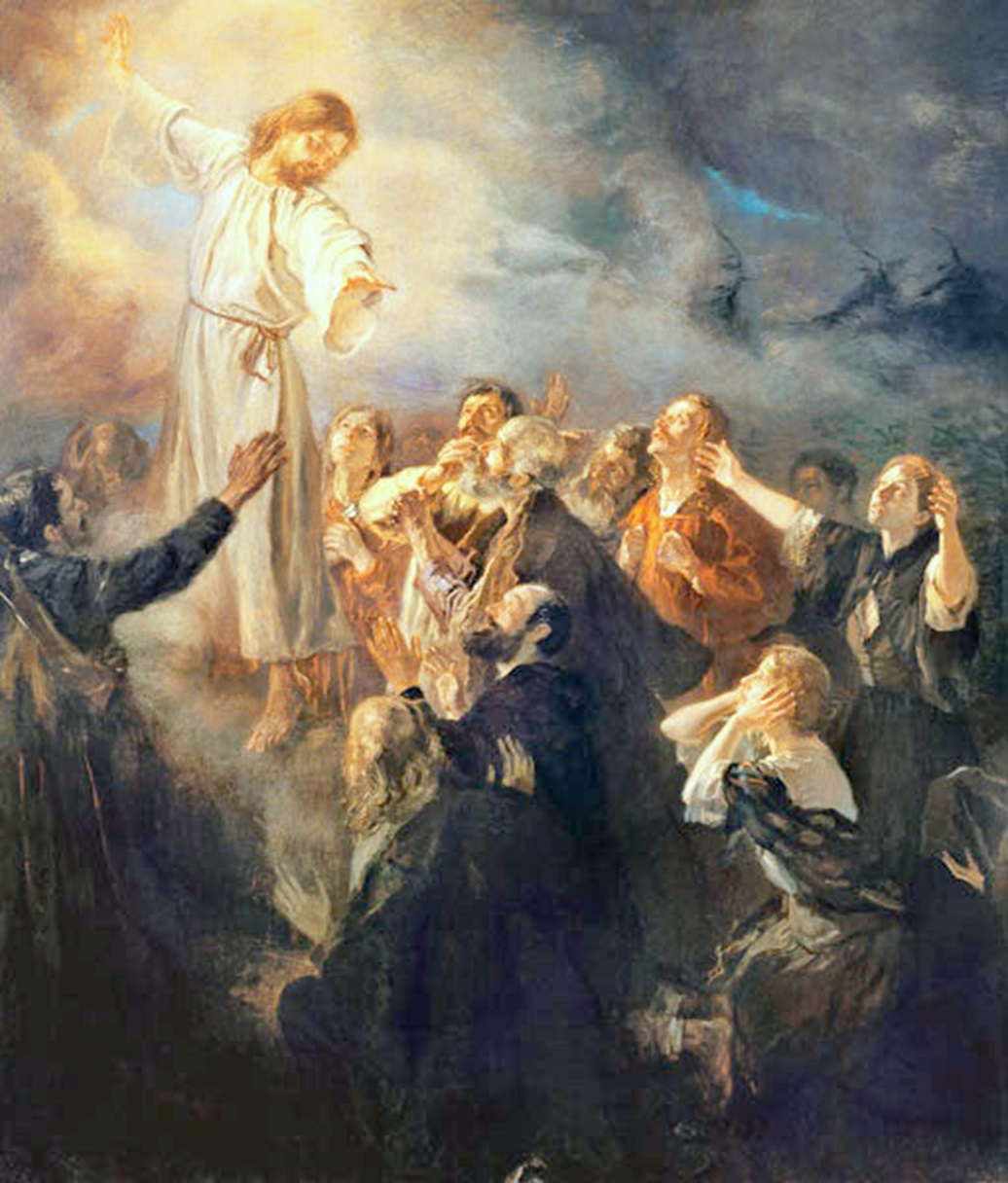
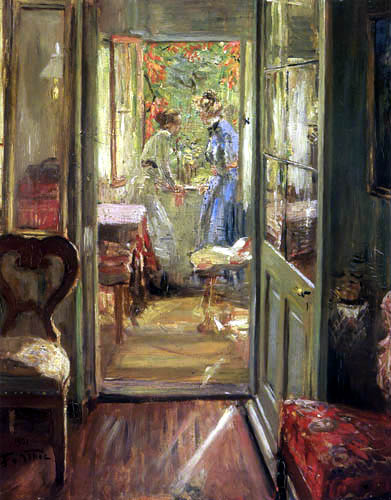
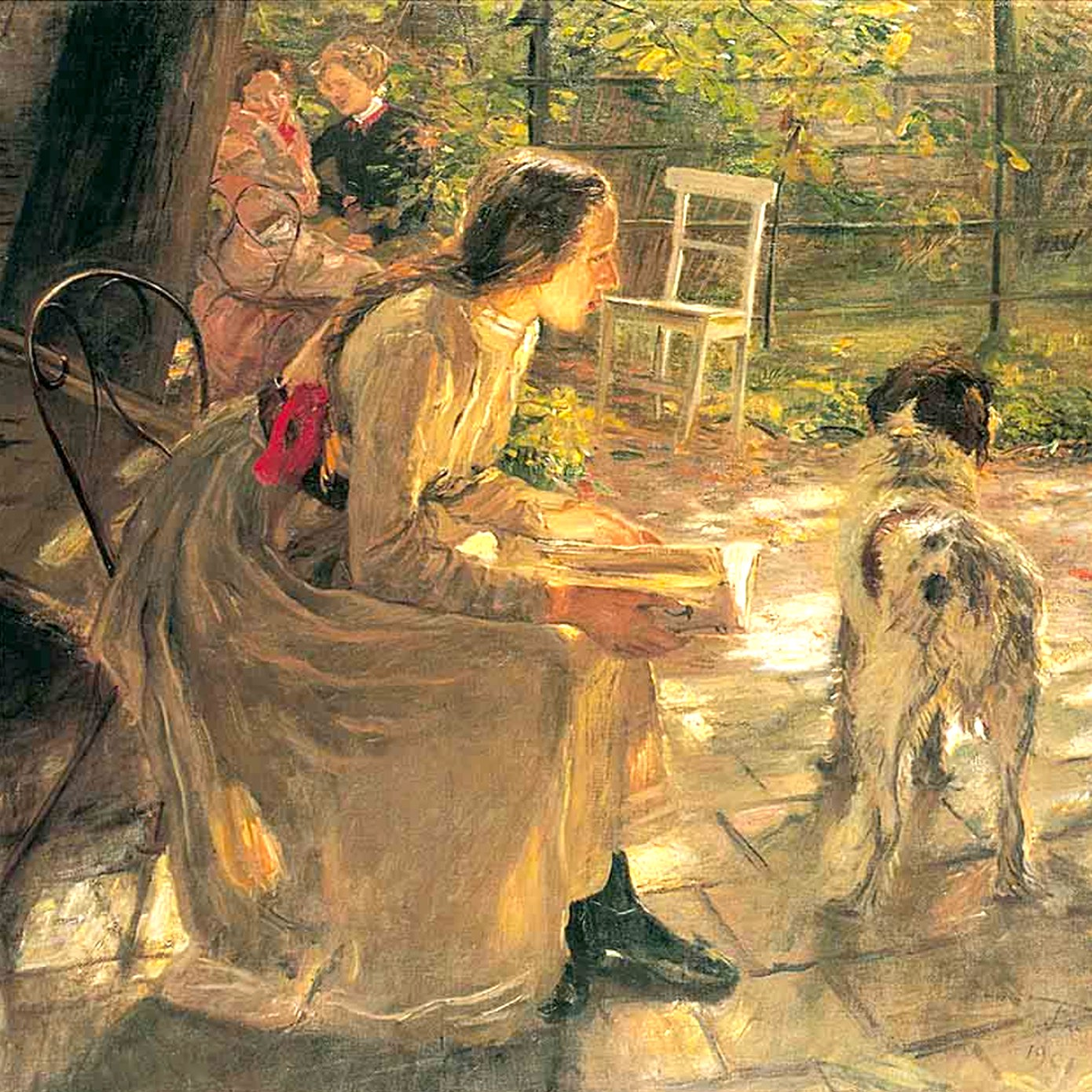
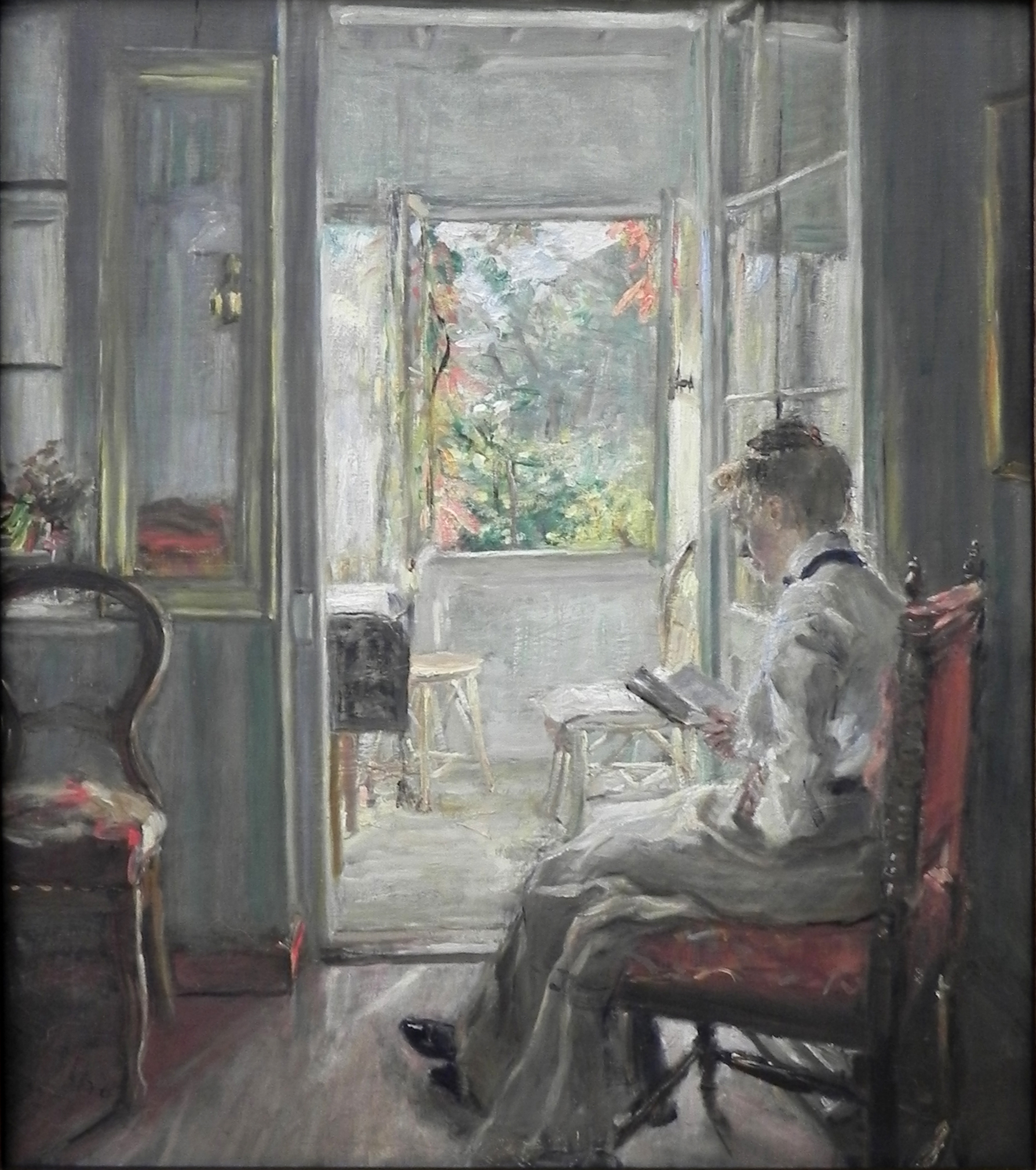

## Premii
- 1870-1871 Prusia: Crucea de Fier clasa a II-a
- 1870-1871 Imperiul German: Medalie comemorativă de război pentru 1870-1871
- 1873 Leipzig: prima expoziție, Bătălia de la Sedan provoacă agitație
- 1883 Paris Motor Show: mențiune de onoare pentru Der Leierkastenmann kommt
- 1884 Berlin: Medalie pentru Lăsați copilașii să vină la mine
- 1884 Paris: Medalie pentru Lăsați copilașii să vină la mine
- 1884 Munchen: Medalie pentru Lăsați copilașii să vină la mine
- 1885 Paris: medalie la "Salonul Oficial" pentru Lăsați copilașii să vină la mine
- 1886 Munchen: profesor din titlu si lector
- 1888 Viena: medalie de aur pentru Komm Herr Jesu, sei unser Gast
- 1889 Munchen: Medalie pentru Lăsați copilașii să vină la mine
- 1889 Paris: Grand Prix pentru Lăsați copilașii să vină la mine
- 1890 Paris: Grand Prix
- 1890 Paris Membru al Société Nationale des Beaux-Arts (SNDBA)
- 1890 Munchen: membru de onoare al Academiei de Arte Frumoase
- 1891 Viena: medalie Arhiducele Karl-Ludwig-protector
- 1891 Viena: Diploma de Onoare pentru Der schwere Gang
- 1891 Franța: Cavaler al Legiunii de Onoare
- 1891 Saxonia (ducate): Crucea Casei Ernestine Ordinul Cavalerului
- 1891 Viena: Diploma de Onoare
- 1893 Paris: membru al Société Nationale des Beaux-Arts
- 1896 Bavaria: Crucea de Merit a Bavariei Coroanei Cavalerului
- după 1897 Prusia: Zentenarmedaille (ziua de naștere a 100 - Wilhelm I.)
- 1902 Bavaria: bavarez Ordine Maximilian pentru Știință și Artă
- 1902 Ofițer al Legiunii de Onoare
- 1909 Marea Medalie de Aur la Expoziția de Artă din Berlin
- 1909 Leipzig: Dr. hc Theol. facultate
- xxxx Italia: Cavaler al Sf . Maurice și Medalia Lazăr
- xxxx Spania: Ordinul American de Isabella catolic : Komthur
- xxxx Suedia Ordinul de Vasa : clasa a II - Comandante.
- xxxx Norvegia: Ordinul Sf . Olav : Knight First Class
- 1911 Munchen: Hugo von Habermann felicită defunctul ca fondator al "picturii moderne"